# 이아름 (성우)
이아름(1987년 11월 9일 ~)은 대한민국의 성우이다. 2013년 KBS 38기 공채 성우로 데뷔했으며 한국방송 성우극회 소속이다.

## 주요 출연작품

### 방송
- 2019.02.10 채널A 특별기획 40회 : 내장지방, 잘 먹어야 빠진다 (채널A) - 내레이션

### 애니메이션
- 요괴메카드 (대교어린이TV) - 양피곤
- 체리툰 (투니버스) - 윤베리
- 메카드볼 (MBC) - 정유리, 파이모스, 미주리
- 시크릿 쥬쥬 베스트 프렌즈 (투니버스) - 마고

### OST
시크릿 프렌즈 Secret Friends - 이정은, 이다은, 이아름 박시윤

### 외화
- 리썰 웨폰(KBS) - 이든(테오 브리오네스)
- 더 컬렉션(KBS) - 줄리엣(베탄 메리 제임스)
- 미션 임파서블: 로그네이션(KBS) - IMF 요원(허마이어니 코필드)

## 노래
- 시크릿 프렌즈 Secret Friends - 이정은, 이다은, 이아름, 박시윤

### 라디오

#### KBS
라디오 여행기 (KBS 3라디오)
- * 2014.12.17 ~ 2015.01.26 손미나 作 <파리에선 그대가 꽃이다> (낭독)

소설극장 (KBS 3라디오)
- 2013.04.07 ~ 2013.05.03 이주호, 황조윤 作 <광해, 왕이 된 남자> (궁녀4/ 시종)
- 2013.05.04 ~ 2013.07.07 김진명 作 <몽유도원> (어머니)
- 2013.07.08 ~ 2013.08.02 F.스콧 핏츠제럴드 作 위대한 개츠비 (머틀/ 아내4)
- 2014.01.21 ~ 2014.04.08 신봉승 作 <왕을 만든 여자> (민씨부인)
- 2014.04.09 ~ 2014.05.19 강풀, 임형욱 作 <그대를 사랑합니다>
- 2014.05.20 ~ 2014.08.15 루이자 메이 올컷 作 <작은 아씨들> (조세핀 마치)
- 2014.11.11 ~ 2014.12.14 어니스트 헤밍웨이 作 <태양은 다시 떠오른다> (조젯)

라디오 독서실 (KBS 라디오)
- 2014.01.12 김승옥 作 <서울,1964년 겨울> (아가씨)
- 2014.04.20 윤고은 作 <월리를 찾아라> (장)
- 2014.05.04 조경란 作 <밤을 기다리는 사람에게> (207호)
- 2014.05.11 박완서 作 <후남아, 밥 먹어라> (조카 며느리)
- 2014.05.18 윤정환 作 <짬뽕> (순이)
- 2014.05.24 하성란 作 <여름의 맛> (여직원)
- 2014.06.01 김금희 作 <옥화> (정아)
- 2014.06.22 황정은 作 <상류엔 맹금류> (누나2)
- 2014.06.29 기준영 作 <이상한 정열> (현서)
- 2014.07.06 정미경 作 <목 놓아 우네> (여직원1)
- 2014.07.20 황태환 作 <유나> (여정)
- 2014.07.27 김재은 作 <숫자 꿈> (여인3)
- 2014.08.03 장은호 作 <생존자> (미나)
- 2014.08.10 이수광 作 <진격의 미친 여자> (U)
- 2014.08.17 조동신 作 <해골술잔> (희정)
- 2014.08.31 이장욱 作 <우리 모두의 정귀보> (불량소녀)
- 2014.09.14 전성태 作 <성묘> (성우)
- 2014.10.05 윤이형 作 <굿바이> (인간4)
- 2014.10.19 한창훈 作 <여수친구> (여인)
- 2014.11.16 정희선 作 <쏘아 올리다> (성우)
- 2014.11.30 황정은 作 <누가> (여자1)
- 2014.12.07 구효서 作 <별명의 달인> (아내)
- 2014.12.14 강진 作 <멸종의 기록> (보육교사)
- 2014.12.28 김중혁 作 <뱀들이 있어> (해설)
- 2015.02.22 전성태 作 <소풍> (지현)
- 2015.11.08 김나정 作 <어쩌다> (여자)
- 2016.06.12 이갑수 作 <T.O.P> (서령/ 경호원)

KBS 무대 (KBS 라디오)
- 2013.03.02 <그들의 수천가지 물음표 중 하나> (어린이1)
- 2013.03.30 <봄날의 종소리> (여자)
- 2013.04.13 <날아라 버스야> (승객1/ 여자1)
- 2013.04.20 <치킨과 소주> (손님)
- 2013.05.18 <가장 멀리 있는 나> (간호사2)
- 2013.05.25 <신의 유혹> (친구2)
- 2013.07.06 <램프가 있는 방> (접수원)
- 2013.07.27 <고해> (중년여자)
- 2013.08.10 <부녀 이야기> (옥정)
- 2013.09.07 <웬수들의 합창> (종업원)
- 2013.10.05 <그녀의 하이힐에 관한 9cm의 짧은 고찰> (여자2)
- 2013.10.12 <청담동 개츠비> (고모2/ 고객7)
- 2013.11.02 <친절한 동방빈> (일본인1)
- 2014.01.11 <가족의 탄생> (장사)
- 2014.03.29 <각광을 받다> (여학생)
- 2014.04.12 <수난이대> (수지)
- 2014.04.19 <소피마르소를 위하여> (한진주)
- 2014.05.17 <환승> (리포터)
- 2014.05.24 <요조숙녀 왕순진의 날개짓> (앵커)
- 2014.06.21 <솔향기 바람에 날리고> (은혜)
- 2014.07.19 <문을 닫다> (장양)
- 2014.07.26 <처음처럼, 그들> (유경진)
- 2014.08.02 <전화하는 남자> (버스 라디오 소리)
- 2014.09.20 <카사노바 따라잡기> (미숙)
- 2014.09.27 <잇꽃 붉은 날> (마담)
- 2014.10.11 <연애를 읽다> (이홍이)
- 2014.11.01 <천국에서 온 편지> (기자)
- 2014.11.22 <젊은 느티나무> (동료)
- 2015.01.17 <첫사랑 사수대작전> (젊은 순임)
- 2015.04.04 <상어가 멈춘다> (미영)
- 2015.05.30 <엄마를 찾아줘> (혜진)

라디오 극장 (KBS 라디오)
- 2013.02.01 ~ 2013.02.28 이명랑 作 <천사의 세레나데>
- 2013.04.01 ~ 2013.04.30 양귀자 作 <모순>
- 2013.06.01 ~ 2013.06.31 이도우 作 <사서함 110호의 우편물> (안희연)
- 2013.07.01 ~ 2013.07.31 박선희 作 <도미노 구라파식 이층집>
- 2013.08.01 ~ 2013.08.31 주호민 作 <신과 함께 - 저승편> (여학생)
- 2013.09.01 ~ 2013.09.30 윤천수 作 <마지막 콜사인>
- 2014.01.01 ~ 2014.01.31 최제훈 作 <나비잠>
- 2014.02.01 ~ 2014.02.28 정유정 作 <내 인생의 스프링캠프>
- 2014.03.01 ~ 2014.04.30 천명관 作 <고래> (아줌마)
- 2014.05.01 ~ 2014.05.31 임재희 作 <당신의 파라다이스>
- 2014.08.01 ~ 2014.08.31 최재도 作 <백 마흔넷째 날의 아침>
- 2014.09.01 ~ 2014.09.30 류영국 作 <만월까지>
- 2014.10.01 ~ 2014.10.31 윤고은 作 <밤의 여행자들>
- 2014.11.01 ~ 2014.11.30 전명 作 <파라한>
- 2014.12.01 ~ 2014.12.31 손아람 作 <소수의견> (해설)
- 2015.07.01 ~ 2015.07.31 김범 作 <할매가 돌아왔다> (동주)

다큐멘터리 역사를 찾아서 (KBS 라디오)
- 2014.07.06 제506편 법으로 다스리고 인정(仁政)으로 포용하다 (약노)
- 2014.09.07 제515편 두 명의 세자빈이 폐출되다 (봉빈)
- 2014.10.26 제522편 김종서는 안평대군과 손을 잡았는가 (여자2)
- 2014.11.09 제524편 안평대군, 사약을 받다 (손녀)

신성원의 문화읽기 (KBS 라디오)
- 2013.08.11 에바 일루즈 作 <사랑은 왜 아픈가>
- 2013.08.25 오쿠다 히데오 作 <소문의 여자>

다큐멘터리 혁신의 승부사 (KBS 라디오)
- 2014.05.14 ~ 2014.07.25 <게임, 산업으로 탄생하다>

책 읽는 밤 (KBS 라디오)
- 2014.01.16 나다니엘 호손 作 주홍글씨
- 2014.02.13 라이오넬 슈라이버 作 내 아내를 위하여
- 2014.02.21 알퐁스 도데 作 별, 아를의 여인, 마지막 수업
- 2014.03.07 라이먼 프랭크 바움 作 오즈의 마법사 (1)
- 2014.03.08 라이먼 프랭크 바움 作 오즈의 마법사 (2)
- 2014.03.27 김려령 作 우아한 거짓말
- 2014.06.21 니콜라이 고골 作 코
- 2014.07.05 로왈드 달 作 손님
- 2014.07.19 마르잔 사트라피 作 인생은 한숨
- 2014.08.09 생텍쥐페리 作 어린왕자 (1)
- 2014.10.04 루시 모드 몽고메리 作 빨간 머리 앤
- 2014.11.15 제인 오스틴 作 설득 (1)
- 2014.11.22 제인 오스틴 作 설득 (2)
- 2014.12.06 한스 크리스티안 안데르센 作 눈의 여왕
- 2014.12.20 황정은 作 모자

대한민국 경제실록 (KBS 라디오)
- 2013.09.16 ~ 2013.10.25 제20화 유통 산업의 역사

기타 (KBS 라디오)
- 2014.08.27 ~ 2014.09.03 KBS 방송의 날 특별기획 8부작 <북한의 현역작가 반디의 뼈아픈 고발>
- 2014.11.27 KBS 라디오 특별기획 <부엉이 아저씨, 이야기 좀 들려주세요!> 4편 신기한 달걀 선물
- 2014.11.28 KBS 라디오 특별기획 <부엉이 아저씨, 이야기 좀 들려주세요!> 5편 시나와 뱀장어

### 오디오 드라마
- 이한 作 <밀애> (Aco) (김란 外)
- 님사랑 作 <전율의 재회> (BookCube) (민준 外)
- 정情 作 <낙원의 밤> (BookCube) (은성 外)
- 우지혜 作 <네가 온 여름> (BookCube) (유정 母 外)